# Klaas van der Geest
Klaas van der Geest, (Schiermonnikoog, 27 november 1903 - Zwolle, 10 oktober 1964) was een Nederlands zeeman en schrijver van maatschappijkritische streekromans en kinderboeken.

## Burgerlijke staat
Van der Geest is twee keer getrouwd geweest. Uit zijn eerste huwelijk met Bernarda Antonetta Schut zijn twee kinderen geboren. Na zijn scheiding in 1940 trouwde hij kort daarna in Haren (Gr) met Aaltje Nathans. Gedurende de oorlog woonde het echtpaar in de stad Groningen en werd er in de periode 1942-1943 een afstammingsonderzoek naar Aaltje uitgevoerd.

## Politiek
Van der Geest en zijn eerste vrouw B. A. Schut waren in de aanloop naar de Tweede Wereldoorlog actief in de Communistische Partij. Zijn vrouw was in 1934  penningmeester van de lokale afdeling van de C.P.N. in Den Helder. Van der Geest werd in een rapport van de Centrale Inlichtingendienst 1919-1940 (CID) in 1939 omschreven als een vurige communist, die trachtte op Curaçao een communistische cel op te richten.
In 1951 maakte van der Geest deel uit van een culturele delegatie die door Moskou was uitgenodigd. In het Vrije Volk schreef hij zijn ervaring op, waarin hij duidelijk maakte zich bewust te zijn geworden door Moskou te zijn gebruikt voor propaganda. Dit werd hem niet in dank afgenomen en hij werd in het dagblad De Waarheid in een serie artikelen als verrader van het communisme afgeschilderd.

## Leven en werk
Van der Geest volgde de zeevaartschool, voltooide de opleiding in Amsterdam en ging werken als stuurman op de grote vaart. Op zee schreef hij al in zijn vrije momenten, maar ten gevolge van de crisis van de jaren 30 raakte hij werkloos en kon hij zich aan wal geheel aan schrijven wijden. Hij schreef zijn roman Gezegend is het land op zijn woonboot toen die in het Oranjekanaal bij Schoonoord afgemeerd lag. In 1950 kreeg hij voor het boek de D.A. Thiemeprijs. Het boek veroorzaakte veel onrust onder de plaatselijke bevolking, waardoor hij zich genoodzaakt voelde te verkassen naar Giethoorn, waar hij een tijdelijke ligplaats vond. Van daar uit liet hij zich in 1950 een huis op de vaste wal bouwen in Frederiksoord, in het huidige Wilhelminaoord, een van de koloniedorpen in het gebied van de Maatschappij van Weldadigheid. Hier schreef hij zijn in 1963 gepubliceerde roman Gezegend is het leven, over het leven van arme mensen met een uitzichtloos bestaan, die in deze omgeving een nieuwe toekomst konden opbouwen. Veel van zijn streekromans beschrijven levens van mensen 'op de bodem van het geluk', wie het ondanks tegenslagen lukt een beter bestaan op te bouwen. Zijn verleden in de zeevaart bood veel materiaal voor zijn avonturenromans en kinderboeken.